# Kondensacja powierzchniowa pary wodnej
Kondensacja powierzchniowa pary wodnej – zjawisko polegające na skraplaniu (kondensacji) pary wodnej na powierzchni przegrody od strony cieplejszej.
Zjawisko to jest badane w ramach działu budownictwa o nazwie Fizyka budowli i powinno być uwzględniane przy projektowaniu i wykonywaniu przegród budowlanych (a także innych przegród, np. na okrętach, w samolotach itp.).
Kondensacja pary wodnej na powierzchni wewnętrznej może wystąpić, jeżeli powierzchnia przegrody ma temperaturę niższą od temperatury punktu rosy powietrza znajdującego się przy przeszkodzie. To czy taka sytuacja będzie miała miejsce zależy głównie od:
- czynników wewnątrz pomieszczenia:
  - temperatury wewnętrznej,
  - wilgotności powietrza, czyli ciśnienia cząstkowego pary,
  - ruchu powietrza w pomieszczeniu,
- budowy przegrody:
  - izolacyjność cieplna,
- czynników na zewnątrz,
  - temperatury zewnętrznej,
  - ruchu powietrza na zewnątrz (wiatru).

W budownictwie wymaga się na ogół, aby projektować i wykonywać przegrody budowlane (stropodachy, dachy, ściany itp.), tak aby nie dochodziło do skraplania się pary wodnej na powierzchni wewnętrznej przegrody. Taka sytuacja prowadzi bowiem do problemów eksploatacyjnych, w tym między innymi do:
- zawilgoceniu przegrody lub jej elementów,
- powstawania zagrzybienia,
- utraty izolacyjności cieplnej ściany a tym samym nasilenie zjawiska zawilgocenia, a w okresie zimy przemarzania,
- niszczenia ściany, a w szczególności jej powierzchni,
- w skrajnych sytuacjach, zalewania pomieszczeń.

W pewnych sytuacjach, szczególnie w pomieszczeniach mokrych, można dopuścić skraplanie się pary na powierzchni wewnętrznej przegrody, pod warunkiem zabezpieczenia jej za pomocą odpowiednich warstw wykończeniowych odpornych na działanie skraplającej się i spływającej z przegrody wody.

## Warunki kondensacji
Możliwość wystąpienia kondensacji sprawdza się porównując temperaturę punktu rosy (wzory w artykule temperatura punktu rosy), która wynika z zawartości pary wodnej w powietrzu pomieszczenia, z temperaturą powierzchni przegrody od strony wewnętrznej, którą można obliczyć według wzoru:
{\displaystyle v_{i}=t_{i}-{\frac {t_{i}-t_{e}}{\alpha _{i}}}k,}
gdzie:
- {\displaystyle v_{i}} – temperatura powierzchni wewnętrznej przegrody,
- {\displaystyle t_{i}} – temperatura powietrza wewnątrz pomieszczenia,
- {\displaystyle t_{e}} – temperatura zewnętrzna,
- {\displaystyle \alpha _{i}} – współczynnik wnikania ciepła (odwrotność oporu przejmowania ciepła),
- {\displaystyle k} – współczynnik przenikania ciepła przegrody.

Jeżeli {\displaystyle v_{i}} będzie mniejsze od temperatury punktu rosy to wystąpi kondensacja. Oznacza to konieczność takiej zmiany przegrody, która spowoduje zmniejszenie współczynnika przenikania ciepła, czyli zwiększenie izolacyjności cieplnej poprzez odpowiednie docieplenie przegrody. Możliwa jest też zmiana warunków wilgotnościowych pomieszczenia np. poprawa wentylacji.
Do kondensacji może dochodzić w niektórych miejscach pomieszczenia gdy zajdą one w danym miejscu. Następuje to zazwyczaj w dolnej części pomieszczenia gdzie w wyniku ochłodzenia powietrza przez przeszkodę panuje niższa temperatura.

## Intensywność skraplania
Do obliczania ilości pary wodnej ulegającej kondensacji stosuje się metody szacowania, np.
Metoda oparta na teorii dyfuzji Stephana:
{\displaystyle Q_{v}={\frac {PDN_{u}}{RTL}}\ln {\frac {P-p_{s}}{P-p_{i}}},}
gdzie:
- {\displaystyle Q_{v}} – ilość skraplającej się pary,
- {\displaystyle P} – ciśnienie atmosferyczne = 10 333 kG/m²,
- {\displaystyle N_{u}} – liczba Nusselta,
- {\displaystyle R} – stała gazowa pary wodnej = 47,06,
- {\displaystyle T} – temperatura powierzchni [K],
- {\displaystyle L} – wartość liniowa [m],
- {\displaystyle p_{s}} – cieśninie pary nasyconej dla temperatury powierzchni {\displaystyle v_{i},}
- {\displaystyle p_{i}} – ciśnienie cząstkowe pary powietrza wewnętrznego.

Metoda oparta na kryterium bezwymiarowym:
{\displaystyle {\frac {\phi _{i}-\phi _{s}}{\rho _{w}}},}
{\displaystyle Q_{v}=M(\phi -\phi _{s})\alpha _{iv},}
gdzie:
- {\displaystyle Q_{v}} – ilość skraplającej się pary,
- {\displaystyle \alpha _{iv}} – współczynnik wnikania pary na zewnętrznej powierzchni przegrody,
- {\displaystyle M} – współczynnik zależny od wartości współczynnika dyfuzji pary i innych czynników (dla przybliżonych obliczeń = 1,0),
- {\displaystyle \phi } – bezwzględna wilgotność powietrza wewnętrznego [g/m³],
- {\displaystyle \phi _{s}} – wilgotność bezwzględna stanu nasycenia odpowiadająca temperaturze powierzchni przegrody vi [g/m³],
- {\displaystyle \rho _{w}} – gęstość wody (1,00????).